# Blomgrenstjärnet
Blomgrenstjärnet är en sjö i Arvika kommun i Värmland och ingår i Göta älvs huvudavrinningsområde. Sjön har en area på 0,0349 kvadratkilometer och ligger 141,6 meter över havet. Sjön avvattnas av vattendraget Mjögan.

## Delavrinningsområde
Blomgrenstjärnet ingår i det delavrinningsområde (665457-131569) som SMHI kallar för Mynnar i Bortaälven. Medelhöjden är 244 meter över havet och ytan är 42,23 kvadratkilometer. Det finns inga avrinningsområden uppströms utan avrinningsområdet är högsta punkten. Mjögan som avvattnar avrinningsområdet har biflödesordning 5, vilket innebär att vattnet flödar genom totalt 5 vattendrag innan det når havet efter 310 kilometer. Avrinningsområdet består mestadels av skog (83 procent). Avrinningsområdet har 2,01 kvadratkilometer vattenytor vilket ger det en sjöprocent på 4,7 procent.